# AJICO
AJICO（アジコ）は、UAと元BLANKEY JET CITYの浅井健一を中心とした男女4人で構成される日本のロックバンド。ビクターエンタテインメント傘下のレーベル・SPEEDSTAR RECORDS所属。
2000年に結成され、2001年に活動休止した。
2021年、20年ぶりに再始動。1st EPを発表し、ライブ活動も行なった。2024年には2nd EPを発売。全国ツアー公演も予定されている。

## 概要
UA、浅井健一、元RIZEのTOKIE、そしてUAのツアーでドラムをプレイしていた椎野恭一の4人で構成されたスーパーグループ。UAのアルバム『turbo』（1999年）に浅井健一が「ストロベリータイム」と「午後」の2曲を提供し、レコーディングにも参加したことをきっかけに結成されたバンド。椎野はUAが希望し、ベースは“女でアップライトが弾ける人”ということを事前に決めていたが、後日浅井がとあるイベントでその条件に合うTOKIEを見かけて気に入り、声をかけた。
バンド名のAJICOはUAの命名によるもので、彼女自身は名前に意味はなく響きで選んだと語っていたが、浅井は宇宙を彷徨うヨットのことであると語っていた。しかしその後2021年テレビ出演時、UAの口より、野溝七生子の自伝的小説「山梔」の主人公の少女の名「阿字子」からとったと明かしている。
楽曲のほとんどは浅井の作曲によるもので、作詞は浅井とUAがそれぞれ担当している。音楽的ジャンルとしては、浅井の在籍するSHERBETSに近いオルタナティブ・ロックに分類されることが一般的である。ライブではBLANKEY JET CITYやUAのセルフカバーなど同バンド以外の楽曲も演奏されることが多い。
レコーディングは、ほとんどバンドとボーカルが一緒の一発録りで録音している。

## 略歴
2000年夏、野外フェスティバル「RISING SUN ROCK FESTIVAL 2000 in EZO」で初めて姿を現わす。同年11月、1stシングル「波動」でメジャー・デビュー。
2001年2月7日、1stアルバム『深緑』をリリース。同年3月20日に赤坂BLITZで行なわれた全国ツアー「2001年AJICOの旅」の最終公演で、AJICOとしての活動を終える事をファンに報告した。
2021年2月7日、 全楽曲のダウンロードおよびストリーミング配信が、各音楽配信サイトで一斉解禁された。
2021年3月17日、2021年4月30日から5月2日に宮城・エコキャンプみちのくで開催される「ARABAKI ROCK FEST.20th×21」に出演することが決定したことを所属レコード会社公式HPにて発表。

## メンバー
- 詳細については各メンバーの記事を参照のこと。

UA
ボーカル担当。作詞も行う。
浅井健一
ギター、ボーカル担当。数曲の作詞とほぼ全曲の作曲を担当。
TOKIE
ベース担当。
椎野恭一
ドラムス担当。

## 作品

### アルバム
|     | 発売日       | タイトル | 規格          | 規格品番                                  | 収録曲   | 備考                                     |
| --- | ------------ | -------- | ------------- | ----------------------------------------- | -------- | ---------------------------------------- |
| 1st | 2001年2月7日 | 深緑     | CD LPレコード | VICL-60686 VIJL-60076/60077 VIJL-60258～9 | 項目参照 | シングル「波動」「美しいこと」他を収録。 |

### EP
|     | 発売日        | タイトル   | 規格                 | 規格品番                        | 収録曲   | 備考 |
| --- | ------------- | ---------- | -------------------- | ------------------------------- | -------- | ---- |
| 1st | 2021年5月26日 | 接続       | CD CD+DVD LPレコード | VICL-65462 VIZL-1840 VIJL-60257 | 項目参照 |      |
| 2nd | 2024年3月13日 | ラヴの元型 | CD CD+DVD            | VICL-65935 VIZL-2298            |          |      |

## コンサート
- 全国ツアー「2001年AJICOの旅」（2001年2月 - 3月）
- 「AJICO Tour 接続」（2021年5月 - 6月）